# 二重らせん
二重らせん（にじゅうらせん、二重螺旋）は、

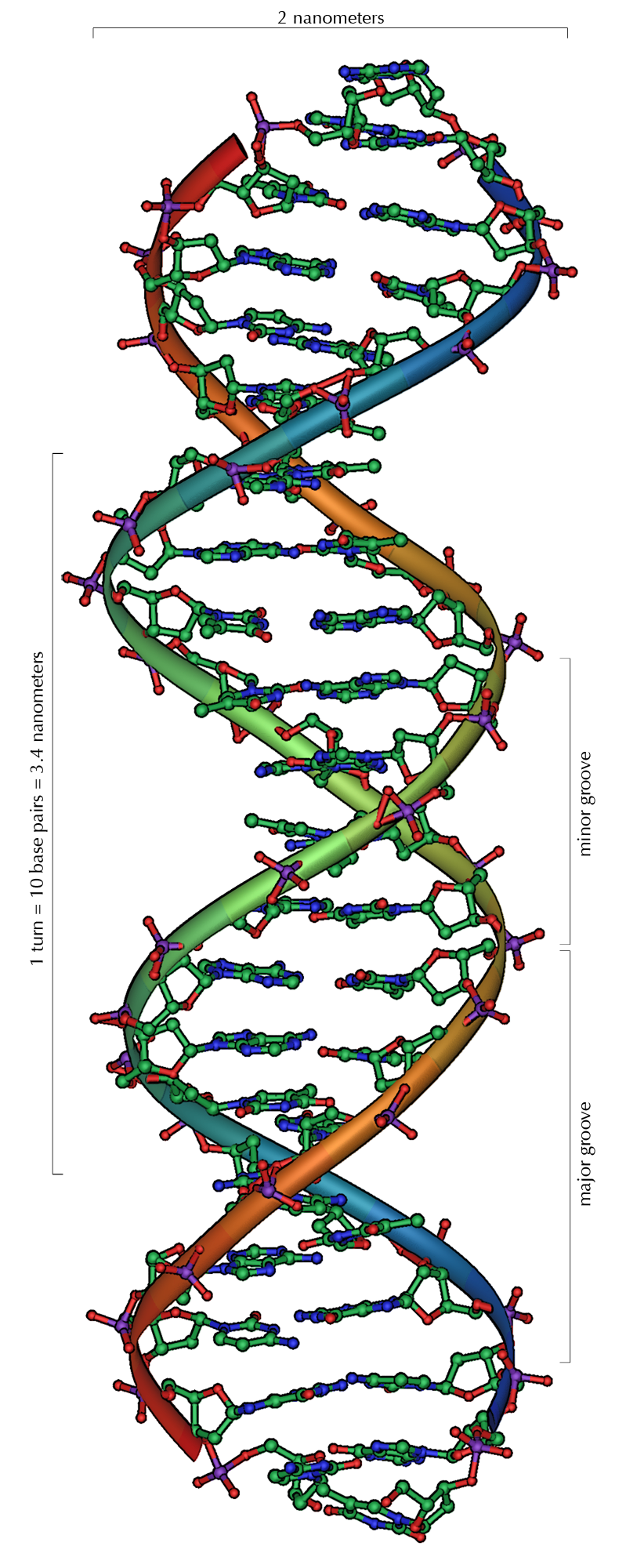
DNAの二重らせん構造（二重らせん状）。主溝 (major groove) と副溝 (minor groove) が示されている。

1. 2本の線が平行したらせん状になっている構造。
2. DNAが生細胞中でとっている立体構造。

本項目では、 2. のDNA二重らせん (DNA double helix、DNA二重螺旋) について解説する。互いに相補的な2本のDNA鎖がらせん状に絡み合う構造は、遺伝情報の複製の仕組みを説明するものであり、DNA分子が遺伝情報を担う物質であることを支持する強い証拠となった。1953年の2月28日にジェームズ・ワトソンとフランシス・クリックがDNAの二重螺旋構造を発見した。

## 概説
DNA二重らせん構造（二重らせん状）は、1953年、分子模型を構築する手法を用いてジェームズ・ワトソンとフランシス・クリックによって提唱された。当時、DNAが遺伝物質であることの証拠は既に発表されていた。例えば、アベリーらによる肺炎双球菌の形質転換実験（1944年）やハーシーらによるブレンダー実験（いわゆるハーシーとチェイスの実験、1952年）からの証拠である。しかし、複雑な遺伝情報を単純な物質である DNA が担っているという考えには批判も多く、タンパク質こそが遺伝物質であろうという意見も強かった。二重らせんモデルの提唱によって、遺伝がDNAの複製によって起こることや塩基配列が遺伝情報を担っていることが見事に説明できるようになり、その後の分子生物学の発展にも決定的な影響を与えた。1962年、この研究により、ワトソンとクリックはモーリス・ウィルキンスとともにノーベル生理学・医学賞を受賞した。

## 主要な特徴・模式図

DNA二重らせんのいくつかの特徴を示す模式図

二重らせんモデルでは、以下の7つの特徴が強調されている（なお、以下の特徴はB型DNAのものである）。
1. 二重らせんは2本のポリヌクレオチド鎖から成る。
2. 2本のポリヌクレオチドはそれぞれ方向が逆である（反平行である）。
3. 二重らせんは、右巻きである。
4. 塩基は二重らせんの内部に、リン酸基をもつバックボーンは外側に配向している。
5. 一対の塩基は相補的な関係にあり、水素結合によって結ばれている。
6. 二重らせんは約10塩基対で一回転する。
7. 二重らせんには、主溝（major groove）と副溝（minor groove）がある。

1. の特徴を証明することに最も困難があったと言われている。光学異性体の研究で有名なライナス・ポーリングもDNAの立体構造について研究し、ワトソンとクリックの論文の数か月前に三重らせんモデルを提案している。後にDNA密度測定により二重らせんが正しいことが証明された。
2. の特徴は反平行の二本鎖DNAのみが二重らせんを構築できることを説明している。デオキシリボースの5'側の配列を上流、3'側の配列を下流とする。
3. の特徴には、左巻きのZ型DNAという例外が知られている。
4. の特徴はプリン、ピリミジン環が内部であると同時に糖-リン酸に関しては外部に配向していることを説明している。なおプリン、ピリミジン環はらせん軸に対してほぼ直角に傾いている。
5. の特徴はエルヴィン・シャルガフによって提案された塩基存在比の法則（後述）をうまく説明することができた。後にアデニン (Adenine) とチミン (Thymine) の間に2本の、グアニン (Guanine) とシトシン (Cytosine) の間に3本の水素結合が存在することが示された(詳しくは相補的塩基対)。一般に、この相補的塩基対は発見者の名前にちなみワトソン・クリック塩基対と呼ばれている。
6. 一回転あたりのらせん軸の長さは34オングストローム (Å) 、らせん軸に沿った塩基対間の距離は3.4 Å、らせんの直径は20 Åである。
7. の特徴は二重らせんは完全に規則正しいらせんを描いているわけではないことをあらわしている。塩基の積み重なりと糖ーリン酸骨格のねじれの関係上、完全に規則正しい二重らせんから鎖がずれ、らせんには幅が異なる2種類の溝が存在する。大きなほうを主溝、小さなほうを副溝という。多くのタンパク質は、主溝からアクセスすることによって特異的な塩基配列を認識する。

## 様々な二重らせん構造

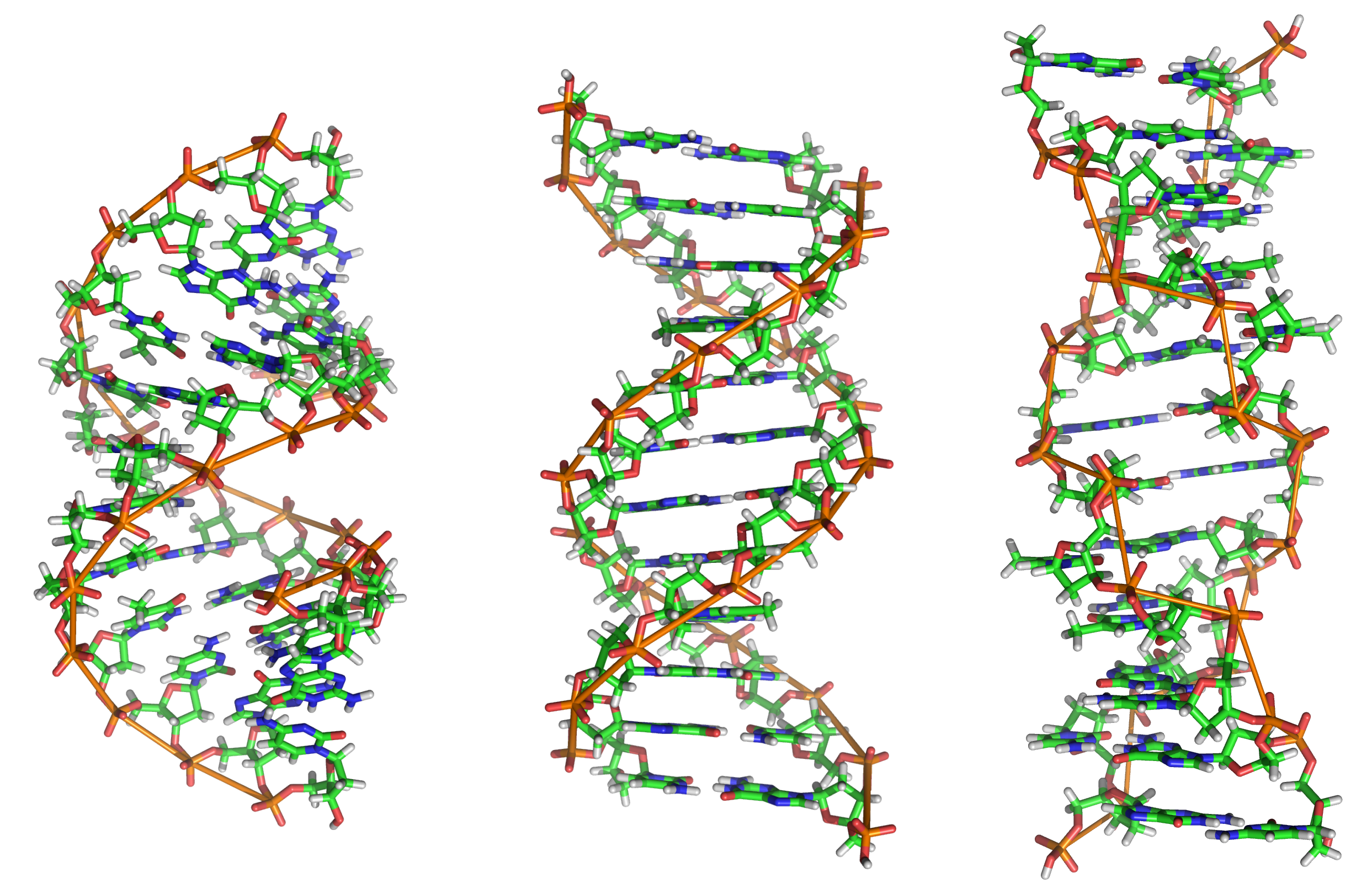
左から、A-DNA、B-DNA、Z-DNAの構造

DNAは異なる形状の二重らせん構造をとることが知られている。例えば、DNAの周囲に存在する水分子を減らすことによってプリン、ピリミジン塩基の位置が変化することにより立体構造が変わってくる。
現在、A-、B-、C-、D-、E-、Z-の6つが見つかっているが、中でも重要なものはA-DNA、B-DNA、Z-DNAである。
A-DNA
右巻き、1回転あたり塩基数11、塩基対間距離2.6 Å、らせんの直径23 Å、湿度75%時にとる立体構造。
B-DNA
右巻き、1回転あたり塩基数10、塩基対間距離3.4 Å、らせんの直径20 Å、湿度92%時にとる立体構造。生体内では最も一般的な構造は、このB-DNA である。
Z-DNA
左巻き、1回転あたり塩基数12、塩基対間距離3.7 Å、らせんの直径18 Å、グアニンとシトシンの繰り返し配列がとる立体構造。

## 二重らせんモデルの歴史的背景
ワトソンとクリックがDNAの二重らせん構造にたどりつく背景には、2つの重要な研究があった。
第一は、エルヴィン・シャルガフによる『DNAの塩基存在比の法則』である。彼が明らかにしたのは、DNA中に含まれるアデニンとチミン、グアニンとシトシンの量比がそれぞれ等しいという至極単純な法則である。しかし、ワトソンとクリックの仕事以前にはこの法則をうまく説明できるような着想は存在しなかった。
第二は、モーリス・ウィルキンスとロザリンド・フランクリンによる『X線結晶構造解析』である。X線結晶構造解析は、1912年のマックス・フォン・ラウエによるX線回折現象の発見以降主として低分子の物質の構造解析に使用されてきたが、やがて高分子の結晶化が可能となり生体分子の解析にも応用されるようになった。例えば、αヘリックスのようなタンパク質の二次構造については早くに立体構造が判明していたが、三次構造の決定は1958年のジョン・ケンドリューらによるマッコウクジラのミオグロビンを待たなければならなかった。二重らせんモデル構築の参考となった写真はフランクリンが撮影したものである。彼女自身は、その写真もとにして『DNAは2、3あるいは4本の鎖からなるらせん構造をとっているだろう』というレポートを残している。
当時のフランクリンとワトソン、クリックの研究環境と人間模様については数多くの出版物に描かれている。このうち、『二重らせん』（ジム・ワトソン著）はワトソンの視点から、『ロザリンド・フランクリンとDNA―ぬすまれた栄光』（アン・セイヤー著）はフランクリン側の視点から描かれている。フランクリンの研究の公表が遅れた理由のひとつとして、B型以外にも取りうる構造（A型）があることを発見したため、その両方を比較解析したうえで公表することを意図していたとされている。ワトソンとクリックが提案した二重らせん構造は、B型のモデルのみであった。
なお、ワトソンとクリックがX線結晶構造解析を行ったと誤解されることも多いが、彼ら自身は構造解析を行っていない。彼らは、当時入手可能であった多くのデータをすべて満足させるモデルを構築することによって歴史に名を刻むこととなったのである。

## 参考図書
- J. D. Watson （江上不二夫・中村桂子 訳）『二重らせん』講談社ブルーバックス、2012年。新版
- J. D. Watsonほか （青木薫 訳）『DNA - 二重らせんの発見からヒトゲノム計画まで』講談社、2005年。
- H. F. Judson （野田春彦 訳）『分子生物学の夜明け - 生命の秘密に挑んだ人たち』東京化学同人、1982年。
- B. Alberts ほか（中村桂子・松原謙一監訳）『細胞の分子生物学 第6版』ニュートンプレス、2017年。
- B. Alberts ほか（中村桂子・松原謙一 監訳）『Essential 細胞生物学 第4版』南江堂、2016年。